# Marie Burgundská
Marie Burgundská (13. února 1457 v Bruselu – 27. března 1482 v Bruggách) byla burgundská, lucemburská a brabantská vévodkyně od roku 1477, jediná dcera burgundského vévody Karla Smělého, jež se narodila z jeho druhého manželství s Isabelou z rodu Bourbonů.

## Mariin osud
Karel Smělý se sice po smrti Mariiny matky († 25. září 1465) v červnu roku 1468 znovu oženil se sestrou anglického krále Eduarda IV. Markétou z Yorku, ale stejně jako jeho první manželství s Kateřinou Francouzskou († 1446), dcerou francouzského krále Karla VII., i toto manželství zůstalo bezdětné. Marie byla „zajatkyní“ města Gent, protože její otec měl neustálé neshody s generálními stavy.
Nová matka si svou nevlastní dceru oblíbila a stala se jí nejen matkou, ale také přítelkyní, která se celý život starala o její štěstí.
Mariin otec mezitím spřádal plány, jak svou dceru výhodně provdat. Zájem projevil jak anglický král pro svého bratra, tak věční rivalové francouzský král a římský císař pro své syny. Pro francouzského krále bylo ve hře velmi mnoho, protože Burgundsko a další území ovládaná Karlem Smělým sousedila s Francií i říší a bylo lénem francouzské koruny i císařství. Císař měl zase hluboko do kapsy a nemohl dopustit, aby Francie získala klíčová území, totiž hospodářky rozvinuté a bohaté Burgundsko a nizozemské provincie. Otec „zlaté nevěsty“ dal přednost císařovu synovi Maxmiliánovi, protože v něm viděl i vlastní vzestup, chtěl se stát králem. Jeho sen se nakonec nevyplnil, protože císař před korunovací raději ujel (Francie dala na srozuměnou svůj nesouhlas).
Karlovy dny byly sečteny, zemřel roku 1477 na bitevním poli při válce o Lotrinsko, které krátce před tím obsadil.
Poté, co se Marie stala vévodkyní, využila nizozemská města nezkušenosti mladé panovnice a donutila ji 11. února 1477 podepsat tzv. Grand Privilége (odstranění ústřední moci). Maxmilián si s cestou k nevěstě dával na čas, chyběly totiž peníze. Nakonec ale vypomohli Fuggerové, obchodníci z Augsburgu a během cesty ještě Markéta z Yorku. Maxmilián dorazil do Bruselu 11. srpna 1477.

## Spory s Francií: Mariina svatba a smrt

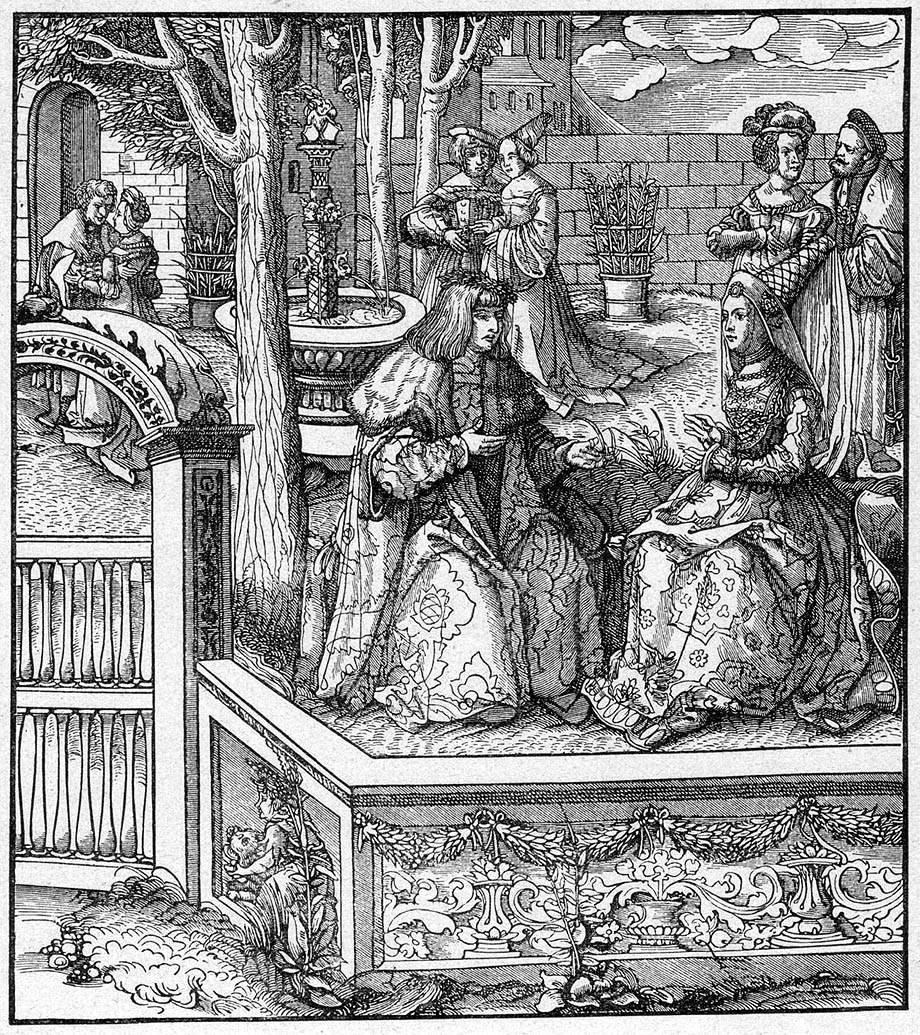
Marie a Maxmilián

Mariin strýc a zároveň kmotr Ludvík XI. se nehodlal s vévodovým rozhodnutím o Mariině sňatku smířit. Nejprve se snažil svou kmotřenku ovlivnit různými argumenty, když však Marie po otcově smrti prohlásila, že otcovo přání splní, rozhodl se Ludvík jít na věc z jiné strany. Rozšiřoval pomluvy a ovlivňoval Burguňďany, protože je jim přece bližší francouzsky mluvící dauphin než přivandrovalý Habsburk. Král také začal obsazovat burgundská území. Francouzi si však v zemi nepočínali jako přátelé, a tak se mínění lidu brzy přiklonilo k Maxmiliánovi. Ludvík se však nevzdal a prohlašoval, že se Marie nemůže vdát bez jeho souhlasu jako jejího lenního pána. Byla to však jen slova do prázdna a svatba Maxmiliána a Marie se konala 18. srpna 1477 v Gentu.
Ani po svatbě neměli Maxmilián s Marií klid. Ludvík se totiž nespokojil jen s intrikami a v roce 1478 došlo k prvnímu otevřenému konfliktu. Maxmilián brzy zjistil, že pomoc od otce nebo z říše čekat nemůže, a tak rychle shromáždil různorodé vojsko. Bitva skončila dohodou o příměří na jeden rok, již francouzský král dodržel, často však docházelo k plenění a drancování v pohraničních oblastech.
Když se vévodskému páru narodilo první dítě, syn Filip, nemohl si Ludvík pomoci a dal rozhlašovat, že je to děvče. Celou věc vyřešila při křtinách Markéta z Yorku, když dítěti před lidmi stáhla plenu, tím rozptýlila veškeré pochybnosti.
K nové bitvě došlo 7. srpna 1479. Francouzi vpadli do Pikardie, kde byli poraženi vévodovým vojskem a hrdinou dne se stal Maxmilián. Ludvík se tedy opět vrátil k intrikám a pomluvám. Mladí manželé měli ale přesto důvod k oslavám, 10. ledna 1480 přišlo na svět další dítě, dcera Markéta, která dostala jméno po nevlastní babičce Markétě z Yorku.
Maxmiliánovy šťastné dny se ale chýlily ke konci. 6. března 1482 při lovu se sokoly, který Marie i Maxmilián milovali, Mariin kůň zakopl a vévodkyně, která byla již počtvrté těhotná, si při pádu přivodila těžká vnitřní zranění. Nedovolila však, aby jí prohlédl lékař a 27. března 1482 zemřela.
Nizozemské generální stavy využily Maxmiliánova smutku a stejně jako kdysi Marii vzaly do opatrovnictví jejího malého syna Filipa. Na základě míru z Arrasu se Filip měl stát vládcem části burgundského dědictví, Markéta byla předurčena za manželku francouzského dauphina Karla a poslána na výchovu do Paříže.

## Vývod z předků
|                  |                     |  |                       |                         |  |  |  |  |  |  |  | Filip II. Smělý |
|                  |                     |  |                       |                         |  |  |  |  |  |  |  |                 |
|                  | Jan I. Burgundský   |  |                       |                         |  |  |  |  |  |  |  |                 |
|                  |                     |  |                       |                         |  |  |  |  |  |  |  |                 |
|                  |                     |  |                       | Markéta III. Flanderská |  |  |  |  |  |  |  |                 |
|                  |                     |  |                       |                         |  |  |  |  |  |  |  |                 |
|                  | Filip III. Dobrý    |  |                       |                         |  |  |  |  |  |  |  |                 |
|                  |                     |  |                       |                         |  |  |  |  |  |  |  |                 |
|                  |                     |  |                       | Albrecht I. Bavorský    |  |  |  |  |  |  |  |                 |
|                  |                     |  |                       |                         |  |  |  |  |  |  |  |                 |
|                  | Markéta Bavorská    |  |                       |                         |  |  |  |  |  |  |  |                 |
|                  |                     |  |                       |                         |  |  |  |  |  |  |  |                 |
|                  |                     |  |                       | Markéta Břežská         |  |  |  |  |  |  |  |                 |
|                  |                     |  |                       |                         |  |  |  |  |  |  |  |                 |
|                  | Karel Smělý         |  |                       |                         |  |  |  |  |  |  |  |                 |
|                  |                     |  |                       |                         |  |  |  |  |  |  |  |                 |
|                  |                     |  |                       | Petr I. Portugalský     |  |  |  |  |  |  |  |                 |
|                  |                     |  |                       |                         |  |  |  |  |  |  |  |                 |
|                  | Jan I. Portugalský  |  |                       |                         |  |  |  |  |  |  |  |                 |
|                  |                     |  |                       |                         |  |  |  |  |  |  |  |                 |
|                  |                     |  |                       | Teresa Lourenço         |  |  |  |  |  |  |  |                 |
|                  |                     |  |                       |                         |  |  |  |  |  |  |  |                 |
|                  | Isabela Portugalská |  |                       |                         |  |  |  |  |  |  |  |                 |
|                  |                     |  |                       |                         |  |  |  |  |  |  |  |                 |
|                  |                     |  |                       | Jan z Gentu             |  |  |  |  |  |  |  |                 |
|                  |                     |  |                       |                         |  |  |  |  |  |  |  |                 |
|                  | Filipa z Lancasteru |  |                       |                         |  |  |  |  |  |  |  |                 |
|                  |                     |  |                       |                         |  |  |  |  |  |  |  |                 |
|                  |                     |  |                       | Blanka z Lancasteru     |  |  |  |  |  |  |  |                 |
|                  |                     |  |                       |                         |  |  |  |  |  |  |  |                 |
| Marie Burgundská |                     |  |                       |                         |  |  |  |  |  |  |  |                 |
|                  |                     |  |                       |                         |  |  |  |  |  |  |  |                 |
|                  |                     |  | Ludvík II. Bourbonský |                         |  |  |  |  |  |  |  |                 |
|                  |                     |  |                       |                         |  |  |  |  |  |  |  |                 |
|                  | Jan I. Bourbonský   |  |                       |                         |  |  |  |  |  |  |  |                 |
|                  |                     |  |                       |                         |  |  |  |  |  |  |  |                 |
|                  |                     |  |                       | Anna z Auvergne         |  |  |  |  |  |  |  |                 |
|                  |                     |  |                       |                         |  |  |  |  |  |  |  |                 |
|                  | Karel I. Bourbonský |  |                       |                         |  |  |  |  |  |  |  |                 |
|                  |                     |  |                       |                         |  |  |  |  |  |  |  |                 |
|                  |                     |  |                       | Jan z Berry             |  |  |  |  |  |  |  |                 |
|                  |                     |  |                       |                         |  |  |  |  |  |  |  |                 |
|                  | Marie z Berry       |  |                       |                         |  |  |  |  |  |  |  |                 |
|                  |                     |  |                       |                         |  |  |  |  |  |  |  |                 |
|                  |                     |  |                       | Jana z Armagnacu        |  |  |  |  |  |  |  |                 |
|                  |                     |  |                       |                         |  |  |  |  |  |  |  |                 |
|                  | Isabela Bourbonská  |  |                       |                         |  |  |  |  |  |  |  |                 |
|                  |                     |  |                       |                         |  |  |  |  |  |  |  |                 |
|                  |                     |  |                       | Filip II. Burgundský    |  |  |  |  |  |  |  |                 |
|                  |                     |  |                       |                         |  |  |  |  |  |  |  |                 |
|                  | Jan I. Burgundský   |  |                       |                         |  |  |  |  |  |  |  |                 |
|                  |                     |  |                       |                         |  |  |  |  |  |  |  |                 |
|                  |                     |  |                       | Markéta III. Flanderská |  |  |  |  |  |  |  |                 |
|                  |                     |  |                       |                         |  |  |  |  |  |  |  |                 |
|                  | Anežka Burgundská   |  |                       |                         |  |  |  |  |  |  |  |                 |
|                  |                     |  |                       |                         |  |  |  |  |  |  |  |                 |
|                  |                     |  |                       | Albrecht I. Bavorský    |  |  |  |  |  |  |  |                 |
|                  |                     |  |                       |                         |  |  |  |  |  |  |  |                 |
|                  | Markéta Bavorská    |  |                       |                         |  |  |  |  |  |  |  |                 |
|                  |                     |  |                       |                         |  |  |  |  |  |  |  |                 |
|                  |                     |  |                       | Markéta Břežská         |  |  |  |  |  |  |  |                 |
|                  |                     |  |                       |                         |  |  |  |  |  |  |  |                 |